# Markea antioquiensis
Markea antioquiensis är en potatisväxtart som beskrevs av Sandra Diane Knapp. Markea antioquiensis ingår i släktet Markea och familjen potatisväxter. Inga underarter finns listade i Catalogue of Life.